# Contractor and the Assassin
Contractor And The Assassin – minialbum szwedzkiej grupy Logh.

## Lista utworów
1. "The Contractor and the Assassin"
2. "The Bones of Generations" (SCJ version)
3. "The King of Romania"
4. "NoFo"
5. "Wild Card"